# Ptačí park Rzy
Ptačí park Rzy je soukromá nevládní rezervace zaměřená na ochranu ptáků v mokřadu kolem bývalého rybníka Rzovák a na přilehlých podmáčených loukách u řeky Loučné v katastru obce Dobříkov mezi vesnicí Rzy a železniční tratí. Ptačí park vyhlásila Česká společnost ornitologická 3. dubna 2024 jako svůj šestý ptačí park.
Park vznikl díky dárcům, kteří přispěli na odkup pozemků. Rezervaci v těchto místech chtěla Česká společnost ornitologická vyhlásit již na začátku 21. století, ale jednání se samosprávou a dalšími zúčastněnými se nevyvíjela dobře a jako svůj první ptačí park ČSO nakonec vyhlásila Josefovské louky u Jaroměře.

## Fauna
Na území rezervace bylo zaznamenáno 204 ptačích druhů. V roce 2021 zde byl pozorován kulík pacifický, jde o jediné pozorování tohoto druhu v Česku. Zaznamenány tu byly další vzácné druhy ptáků: keptuška stepní, lyskonoh úzkozobý či ibis posvátný. Hnízdí tu vzácné druhy vrubozobých jako čírka obecná či lžičák pestrý, vzácněji i čírka modrá. Nepravidelně na území parku hnízdí bahňáci čejka chocholatá, kulík říční, vodouš rudonohý či bekasina otavní. V listopadu 2024 byl v parku zaznamenán turpan černý.
V letech 2013–2021 bylo na území zaznamenáno 6 druhů obojživelníků (rosnička zelená, skokan zelený, skokan krátkonohý, ropucha obecná, ropucha zelená, kuňka ohnivá) a tři druhy plazů (ještěrka obecná, slepýš křehký, užovka obojková).